# ویدگیره
ویدگیره (به لاتین: Widgiry) یک روستا در لهستان است که در گمینا بانگه مازورسکیه واقع شده‌است.